# サリマ県
サリマ県 (サリマけん、Salima) は、マラウイ中部の県で、中心の町もサリマ（Salima township）である。中部州にある。

## 地理
北側がコタコタ、西側が、ンチシ、ドーワ、及びリロングウェ、東側がマラウイ湖を挟んでマンゴチ、南側がデッザの各District(県)に囲まれている。マラウイ湖の西岸に面しており、その一帯の標高は500mほどのため、暑い地域である。
Lilongwe, Linthipe等の川が西から東に流れ、マラウイ湖に注いでいる。

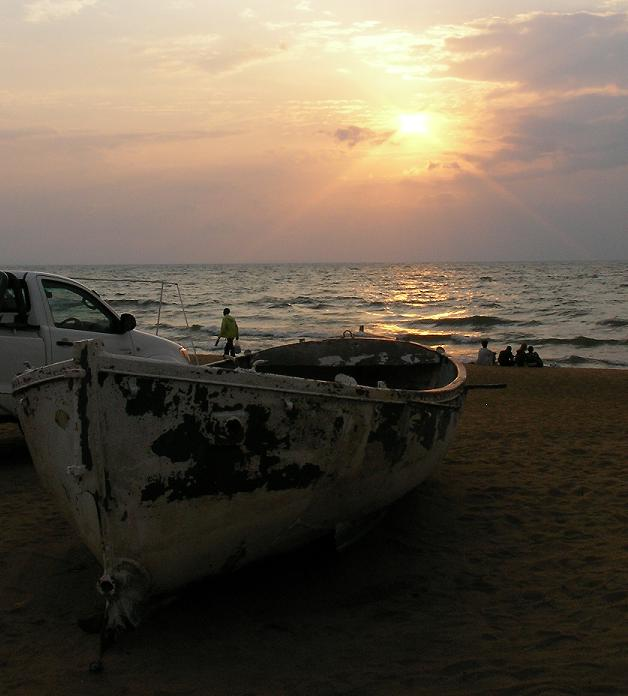
センガ・ベイの日の出

## 交通
主要な道路は、リロングウェへの国道14号線（通称「M14」）、湖沿いにムズズとバラカの手前の国道1号線（通称「M1」）との合流点を結ぶ国道5号線（通称「M5」あるいは Lake Shore Road）南北に縦貫している。また、サリマの町と東のセンガ・ベイ（Senga Bay）を結ぶ道路も一応舗装されている。チポカには、マラウイ湖を行き来する旅客船が寄港する。この船は、南部のモンキー・ベイ、北部のカタベイ、リコマ島、チズムル島、チルンバ（Chilumba）、タンザニアのムバンバ・ベイ（Mbamba Bay）などを結んでいる。
マラウイ鉄道が通っているが、現在は貨物のみの扱いである。

## 主要な町
- Salima, Senga Bay, Chipoka

### その他
- センガ・ベイ（Senga Bay）は、マラウイ湖に面した地域で、ホテルなどが数件ある観光地である。